# مهندسی عصب
مهندسی مغز و اعصاب (به انگلیسی: Neural engineering) رشته‌ای علمی در داخل مباحث مهندسی پزشکی است که از فنون مهندسی برای درک، تعمیر، جایگزینی، بهبود یا بهره‌برداری از ویژگی‌های سیستم عصبی استفاده می‌کند.

## بررسی اجمالی
رشته مهندسی مغز و اعصاب بر حوزه‌های علوم مغز و اعصاب رایانشی، علوم مغز و اعصاب تجربی، عصب‌شناسی بالینی، مهندسی برق و پردازش سیگنال بافت‌های عصبی تکیه دارد و اجزایی از روبوتیک، مهندسی رباتیک، سایبرنتیک، مهندسی بافت‌های عصبی، علم مواد و نانوفناوری را نیز در بر می‌گیرد.